# ماونت زيون
ماونت زيون (بالإنجليزية: Mount Zion, Georgia)‏ هي مدينة تقع في مقاطعة كارول، جورجيا بولاية جورجيا في الولايات المتحدة. تبلغ مساحة هذه المدينة 25.7 (كم²)، وترتفع عن سطح البحر 366 م، بلغ عدد سكانها 1696 نسمة في عام 2010 حسب إحصاء مكتب تعداد الولايات المتحدة.

## وصلات خارجية
- Cities & Counties - Georgia.gov